# Sönderfallsvärme

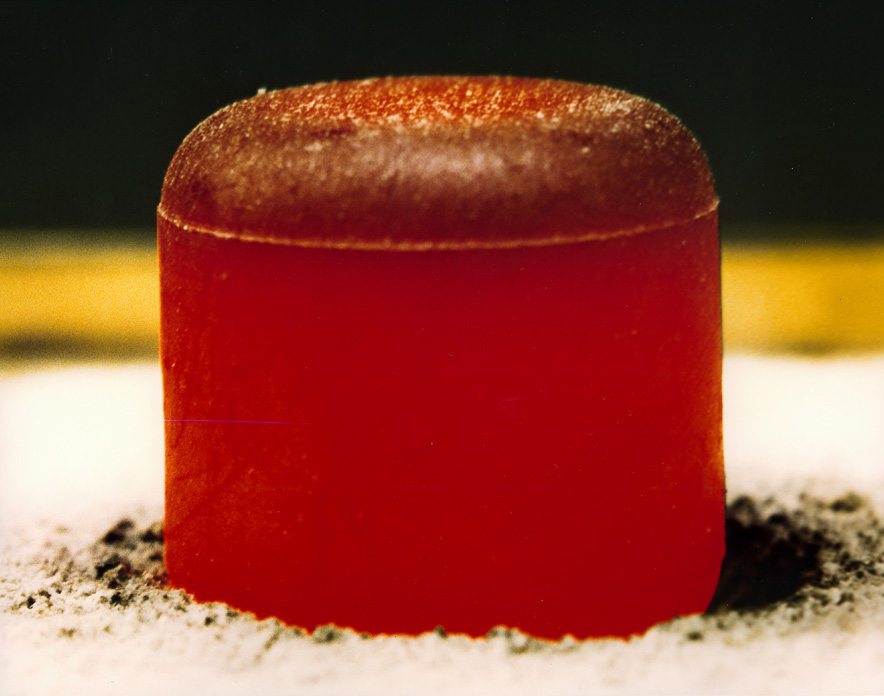
RTG--kuts som lyser rött på grund av värmen som genereras av det radioaktiva sönderfallet av plutonium-238- dioxid, efter ett termiskt isoleringstest.

Sönderfallsvärme är den värme som frigörs till följd av radioaktivt sönderfall. Denna värme produceras som en effekt av strålning på material när energin från alfa-, beta- eller gammastrålning får atomerna att röra på sig och därigenom skapar värme.
Sönderfallsvärme uppstår naturligt från sönderfall av långlivade radioisotoper som är närvarande sedan jordens bildande.
Inom kärnreaktorteknik fortsätter restvärme att genereras efter att reaktorn har stängts av (se SCRAM och kedjereaktioner) och kraftproduktionen har avbrutits. Sönderfallet av de kortlivade radioisotoperna, såsom jod-131, som skapas vid fission fortsätter vid hög effekt under en tid efter avstängningen. Den huvudsakliga värmekällan i en nyligen avstängd reaktor beror på betasönderfall av  radioaktiva element som nyligen producerats från fissionsfragment i fissionsprocessen.
Kvantitativt sett, vid reaktorns avstängning, är resteffekten från dessa radioaktiva källor fortfarande 6,5 % av den tidigare härdeffekten.  Ungefär en timme efter avstängningen kommer den att vara cirka 1,5 % av den tidigare kärneffekten. Efter en dag sjunker resteffekten till 0,4 %, och efter en vecka kommer den bara att vara 0,2 %. Eftersom radioisotoper med olika  halveringstider finns i kärnavfall, fortsätter så mycket  sönderfallsvärme att produceras i använda bränslestavar att de måste  tillbringa minst ett år eller mer, typiskt 10 till 20 år, i en vattenfylld bassäng för använt bränsle innan de bearbetas vidare. Värmen som produceras under denna tid är dock mindre än 10 % av den värme som produceras under den första veckan efter avstängningen.
Om inget kylsystem fungerar för att avlägsna restvärmen från en trasig och nyligen avstängd reaktor, kan restvärmen göra att reaktorns kärna når osäkra temperaturer inom några timmar eller dagar, beroende på kärntyp.
Dessa extrema temperaturer kan leda till mindre bränsleskador, till exempel några få bränslepartikelbrott motsvarande mellan 0,1 och 0,5 procent i en grafitmodererad, gaskyld konstruktion, eller till och med större strukturella skador på kärnan, såsom smältning, i en lättvattenreaktor eller en snabbreaktor för flytande metall. Kemiska ämnen som frigörs från det skadade kärnmaterialet kan leda till ytterligare explosiva reaktioner, såsom ångexplosioner eller vätgasexplosioner, vilket kan orsaka ytterligare skador på reaktorn.

## Naturlig förekomst
Naturligt förekommande sönderfallsvärme är en betydande insats i jordens interna värmebudget. Radioaktiva isotoper av uran, torium och kalium är de främsta bidragsgivarna till denna sönderfallsvärme, och detta radioaktiva sönderfall är den primära värmekällan från vilken geotermisk energi härrör.
Sönderfallsvärme har betydande betydelse i astrofysiska fenomen. Till exempel tros ljuskurvorna för typ Ia-supernovor allmänt drivas av uppvärmningen från radioaktiva produkter från sönderfallet av nickel och kobolt till järn (typ Ia-ljuskurva).[källa behövs]

## Reaktorer ur drift

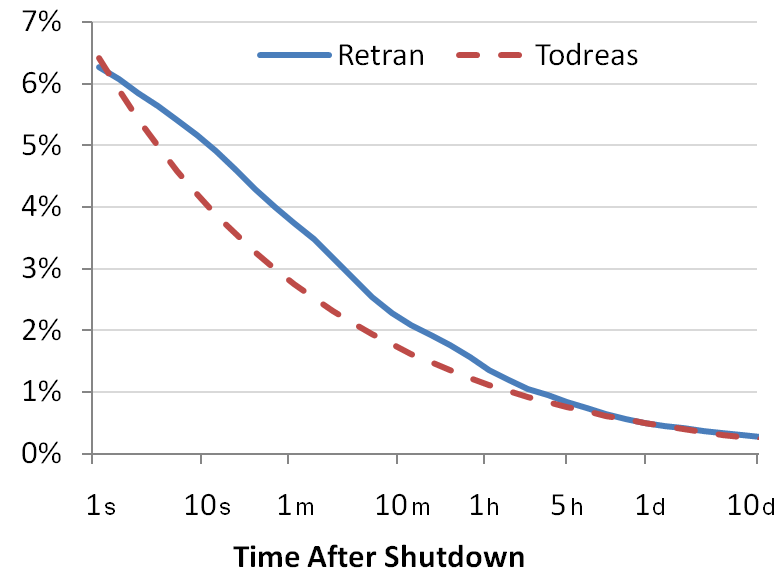
Restvärme som andel av full effekt för en reaktor som snabbstoppats från full effekt vid tidpunkt 0, med två olika korrelationer

I en typisk kärnklyvningsreaktion frigörs 187 MeV energi omedelbart i form av kinetisk energi från fissionsprodukterna, kinetisk energi från fissionsneutronerna, momentana gammastrålar eller gammastrålar från infångning av neutroner. Ytterligare 23 MeV energi frigörs någon gång efter fission från betasönderfallet av fissionsprodukter. Cirka 10 MeV av den energi som frigörs från betasönderfallet av fissionsprodukter är i form av neutriner, och eftersom neutriner växelverkar mycket svagt kommer dessa 10 MeV energi inte att deponeras i reaktorhärden. Detta resulterar i att 13 MeV (6,5 % av den totala fissionsenergin) avsätts i reaktorhärden från fördröjd betasönderfall av fissionsprodukter, någon gång efter att en given fissionsreaktion har inträffat. I ett stationärt tillstånd bidrar denna värme från fördröjd fissionsprodukters betasönderfall med 6,5 % av reaktorns normala värmeproduktion.
När en kärnreaktor har stängts av och kärnklyvning inte sker i stor skala, kommer den huvudsakliga värmekällan att bero på det fördröjda betasönderfallet av dessa fissionsprodukter (som uppstod som fissionsfragment). Av denna anledning kommer resteffekten vid reaktorns avstängning att vara cirka 6,5 % av den tidigare härdeffekten, om reaktorn har haft en lång och stabil effekthistorik. Ungefär 1 timme efter avstängning kommer resteffekten att vara cirka 1,5 % av den tidigare kärneffekten. Efter en dag sjunker restvärmen till 0,4 %, och efter en vecka kommer den bara att vara 0,2 %. Produktionshastigheten för sönderfallsvärme kommer att fortsätta att minska långsamt över tid; sönderfallskurvan beror på proportionerna av de olika fissionsprodukterna i kärnan och på deras respektive halveringstider.
En approximation för sönderfallskurvan giltig från 10 sekunder till 100 dagar efter avstängning är
{\displaystyle {\frac {P(\tau )}{P_{0}}}=0.066\left(\left(\tau -\tau _{s}\right)^{-0.2}-\tau ^{-0.2}\right)}
där {\displaystyle \tau } är tiden sedan reaktorn startade, {\displaystyle P(\tau )} är kraften vid den tidpunkten {\displaystyle \tau }, {\displaystyle P_{0}} är reaktorns effekt före avstängning, och {\displaystyle \tau _{s}} är tiden för reaktorns avstängning mätt från starttidpunkten (i sekunder), så att {\displaystyle (\tau -\tau _{s})} är den tid som förflutit sedan avstängningen.
För en metod med en mer direkt fysikalisk grund använder vissa modeller det grundläggande konceptet radioaktivt sönderfall. Använt kärnbränsle innehåller ett stort antal olika isotoper som bidrar till sönderfallsvärme, vilka alla omfattas av den radioaktiva sönderfallslagen, så vissa modeller betraktar sönderfallsvärme som en summa av exponentialfunktioner med olika sönderfallskonstanter och initialt bidrag till värmehastigheten. En mer exakt modell skulle beakta effekterna av prekursorer, eftersom många isotoper följer flera steg i sin radioaktiva sönderfallskedja, och sönderfallet av dotterprodukter kommer att ha en större effekt längre efter avstängningen.
{\displaystyle {\frac {P}{P_{0}}}=\sum _{i=1}^{11}P_{i}e^{-\lambda t}.}
Avlägsnandet av resteffekten är en betydande säkerhetsrisk för reaktorn, särskilt kort efter normal avstängning eller efter en olycka med kylmedelsförlust. Underlåtenhet att avlägsna restvärme kan leda till att reaktorkärnans temperatur stiger till farliga nivåer och har orsakat kärnkraftsolyckor, inklusive kärnkraftsolyckorna vid Three Mile Island och Fukushima I. Värmeavledning uppnås vanligtvis genom flera olika system, från vilka värme avlägsnas via värmeväxlare. Vatten passerar genom värmeväxlarens sekundärsida via det viktiga servicevattensystemet som avleder värmen till den "ultimata kylflänsen", ofta ett hav, en flod eller en stor sjö. På platser utan lämplig vattenmassa avleds värmen till luften genom att vattnet recirkuleras via ett kyltorn. Haveriet på ESWS cirkulationspumpar var en av de faktorer som äventyrade säkerheten under översvämningen av Blayais kärnkraftverk 1999.

## Använt bränsle
Efter ett år genererar typiskt använt kärnbränsle cirka 10 kW resteffekt per ton, vilket minskar till cirka 1 kW/t efter tio år. Därför krävs effektiv aktiv eller passiv kylning av använt kärnbränsle under ett antal år.